# Sadykierz (Ropczyce-Sędziszów)
Pour les articles homonymes, voir Sadykierz.
Sadykierz est une localité polonaise de la gmina d'Ostrów, située dans le powiat de Ropczyce-Sędziszów en voïvodie des Basses-Carpates.